# Mpassa (Departement)
Mpassa ist ein Departement in der Provinz Haut-Ogooué in Gabun und liegt im Osten des Landes. Das Departement hatte 2013 etwa 130.000 Einwohner und wurde nach dem dortigen Fluss Mpassa benannt.

## Gliederung
- Franceville